# Вале (кантон)
Вале́, также Ва́ллис (фр. Valais, нем. Wallis, итал. Vallese, романш. Vallais, франкопров. Valês) — двуязычный (62,8 % населения говорят по-французски, 28,4 % по-немецки) кантон на юго-западе Швейцарии. Административный центр — город Сьон. Население — 321 732 человека (9-е место среди кантонов; данные 2012 года).

## География
Площадь — 5224 км² (3-е место среди кантонов). Имеется водохранилище, Саланф, вокруг которого проложено много туристических троп.

## История
Замкнутый бассейн верхней Роны, носивший у римлян название Vallis, то есть долина, был обитаем в древности кельтскими племенами — нантуатами, седунами, виберами. Покоренный Цезарем в 57 г. до н. э., он окончательно был присоединен к Римской империи Августом.
Около 480 года н. э. Вале подпал под власть бургундов, король которых, Сигизмунд, в 516 году построил на гробу мученика Маврикия знаменитый монастырь Сен-Морис. Вместе с бургундским королевством Вале перешел к франкам и в 888 году сделался составной частью Верхнебургундского королевства.
Около 1250 года Савойский дом завоевал Нижний Вале, тогда как 7 десятков (общин) Верхнего Вале, в кровавой борьбе с епископами, Савойей и своим собственным дворянством отвоевали себе некоторые вольности, утвержденные за ними императором Карлом IV в 1354 г.
В 1416 году Верхний Вале вступил в союз с лесными кантонами (Швиц, Ури и Унтервальден), а в 1475 году, во время борьбы с Карлом Смелым, присоединил к себе Нижний Вале, который сделался, таким образом, подвластным Верхнему Вале.
Провозглашенная в 1551 году веротерпимость была уничтожена религиозными войнами XVII столетия, окончившимися изгнанием протестантов в 1655 году.

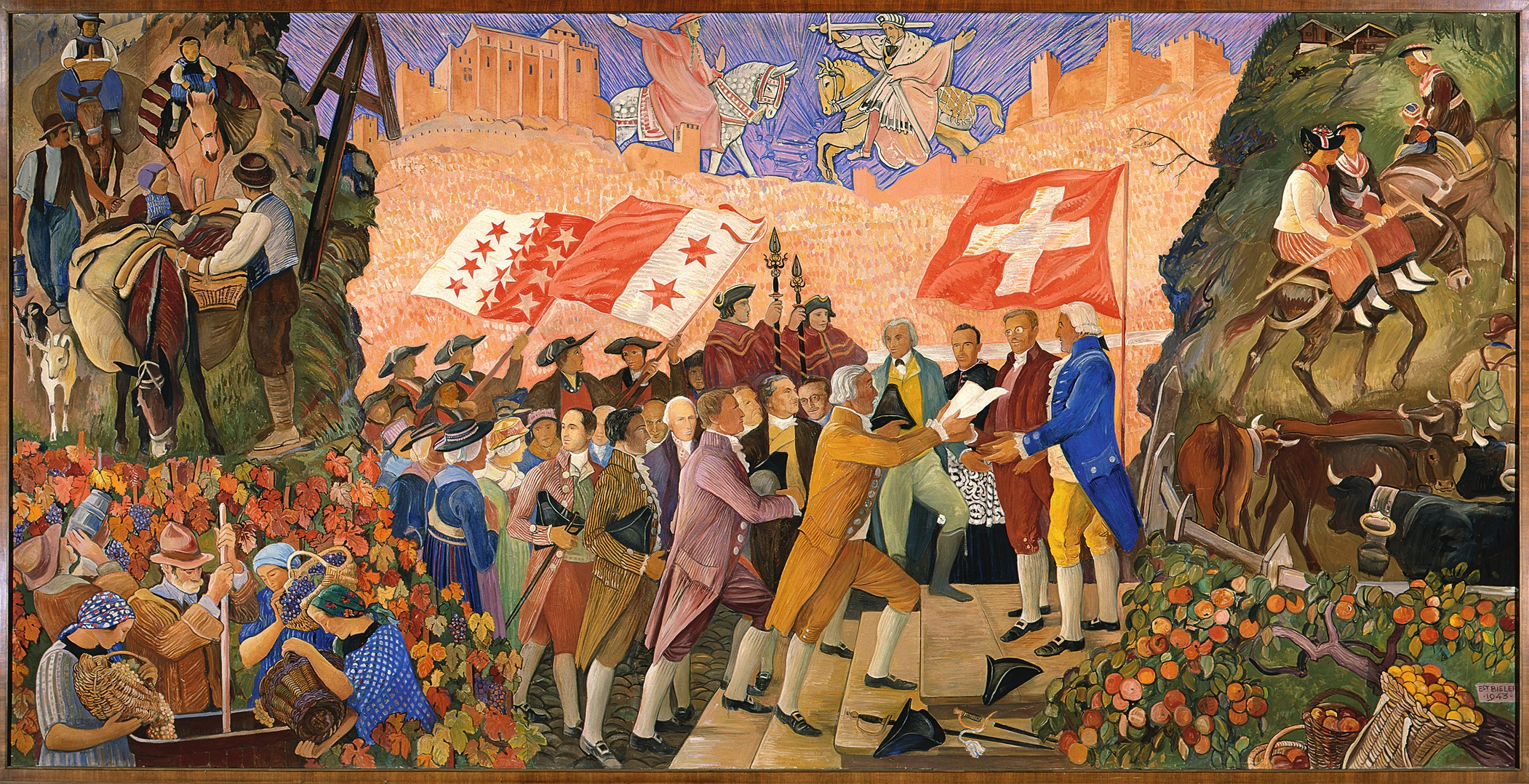
Вхождение Вале в состав Швейцарской конфедерации, мозаика Эрнеста Билера (1944)

После неудачного восстания 1790 году Нижний Вале встретил французов в 1798 году как своих избавителей, тогда как Верхний Вале подчинился правительству Гельветической республики только после кровавого сопротивления. В 1802 году, по распоряжению Наполеона, Вале был отделен от Швейцарии, как особая республика, а в 1810 года формально присоединен к Франции, под именем Симплонского департамента.
Французскому господству в Вале положило конец вступление союзных войск в Швейцарию, и по Парижскому миру 1814 года Вале снова стал швейцарским кантоном в 1815 году.
В 1847 году Вале примкнул к Зондербунду. После победы над ним либеральная партия выработала конституцию, по которой епископ и духовенство потеряли представительство в Большом совете.

## Население
Население — швейцарцы, говорящие на немецком и французском языках. Немецкий язык является родным языком для 28,4 % жителей (преобладает в округах Гомс, Восточный Рарон, Бриг, Западный Рарон, Лойк, Сьер, северный анклав округа Эренс), французский для 62,8 % (преобладают в округах Монти, Сен-Морис, Мартиньи, Энтремон, Конти, Эрен, Сьон), итальянский для чуть более 2 %. Остальные 6,8 % говорят на других языках. Большинство верующих — католики, есть также протестанты — 6 %.

## Административное деление

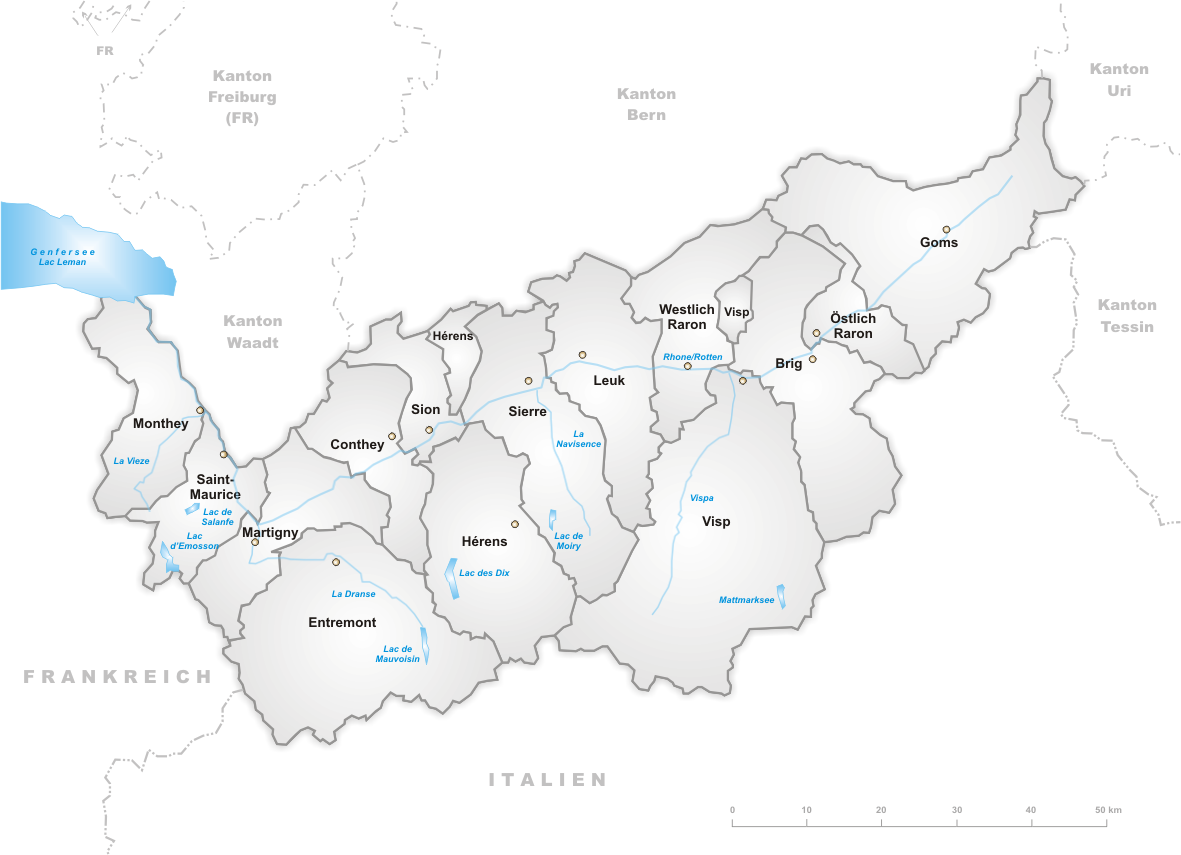
Административное деление

Кантон Вале делится на 13 округов (Ранон состоит из двух полуокругов, образующих один округ):
- Гомс со столицей Мюнстер-Гешинен
- Ранон:
  - Восточный Ранон со столицей Мёрель-Филет
  - Западный Ранон со столицей Рарон
- Бриг со столицей Бриг (Бриг-Глис)
- Фисп со столицей Фисп
- Лойк со столицей Лойк
- Сьерре со столицей Сьерре
- Эран со столицей Ве
- Сьон со столицей Сьон
- Конте со столицей Конте
- Антремон со столицей Сомбранше
- Мартиньи со столицей Мартиньи
- Сен-Морис со столицей Сен-Морис
- Монте со столицей Монте

Состоящие вместе из 122-х муниципалитетов (на январь 2021 года)

## Государственное устройство

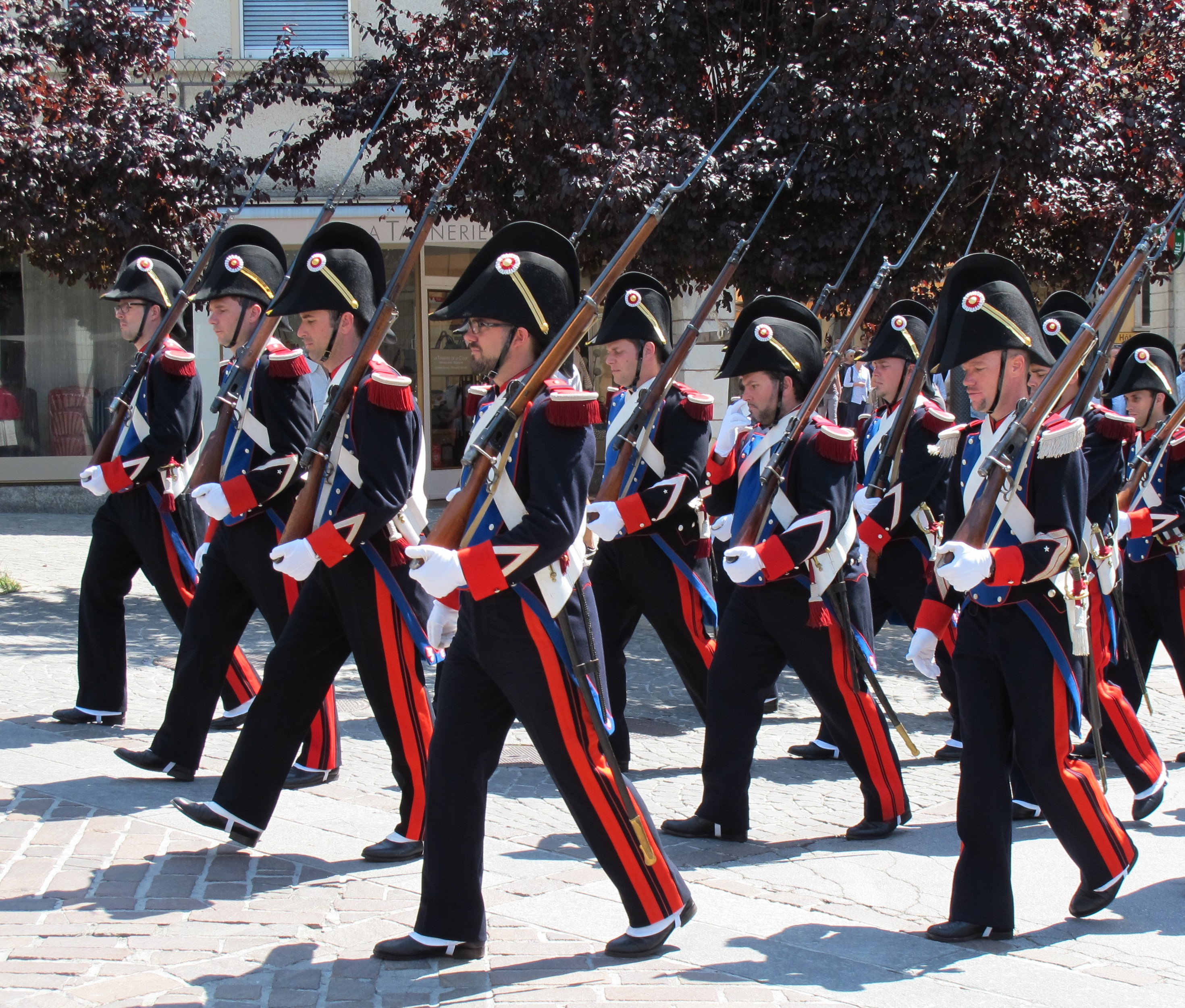
Жандармы Вале на параде в праздник Тела и Крови Христовых в Сьоне

Законодательный орган — Большой Совет (Grand Conseil), исполнительный орган — Государственный Совет (Conseil d’État), суд апелляционной инстанции — кантональный суд, суды первой инстанции — окружные суды.

## Экономика

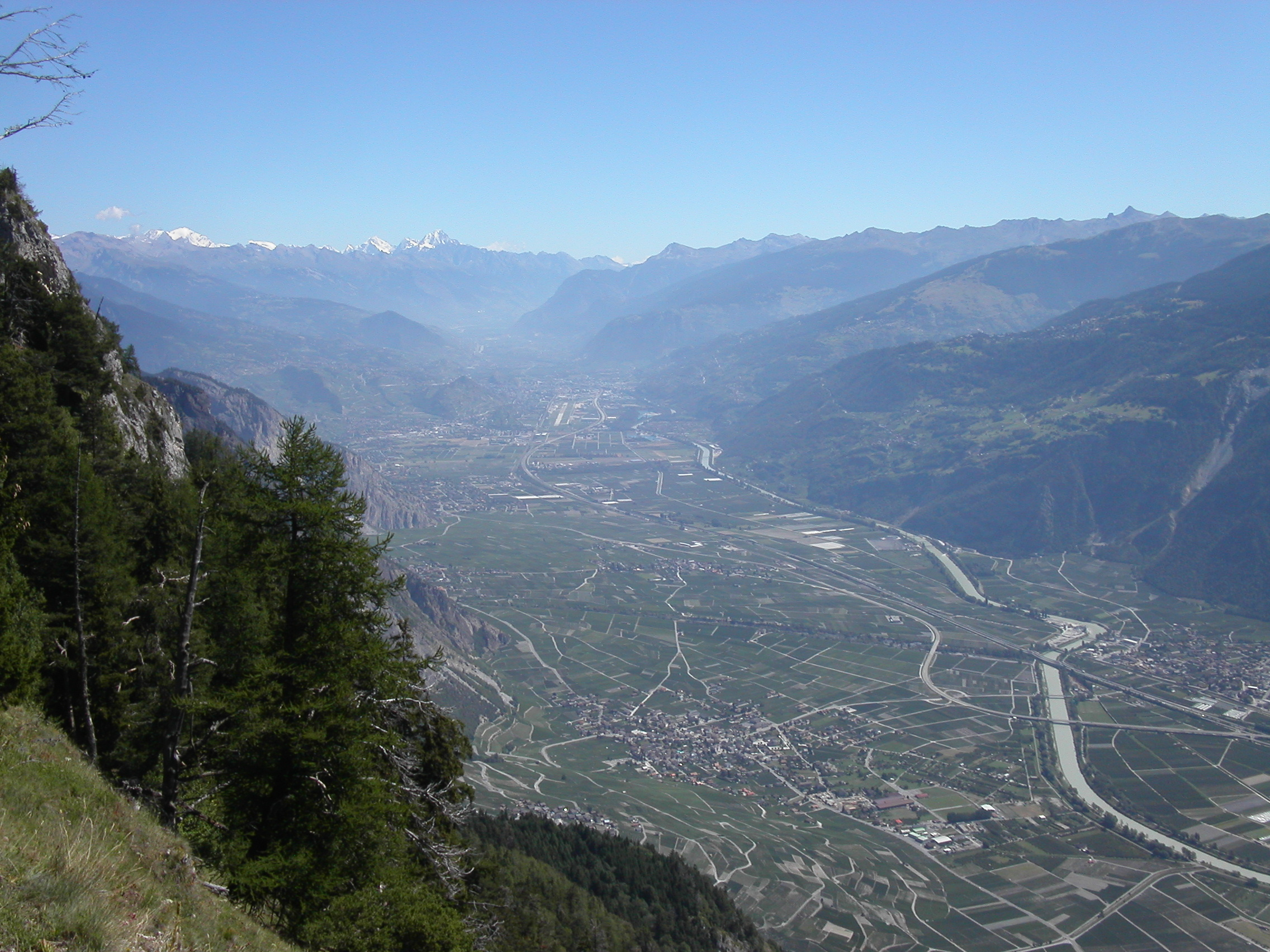
Долина реки Роны в Вале

Сельское хозяйство является важной отраслью Вале, особенно разведение крупного рогатого скота, молочное животноводство и садоводство. Винная промышленность кантона является одной из крупнейших в Швейцарии. В Вале находится гидрокомплекс Клезон-Диксенс, который производит примерно четверть всего электричества в стране.

## Достопримечательности
- Музей сенбернара. Архивировано 10 марта 2009 года. (город Мартиньи)
- Маттерхорн
- Горы Аллалинхорн и Миттелаллалин — на последней расположены самый высокий в мире вращающийся ресторан[5] и самый высокий в мире фуникулёр[6]
- Мерсье — резиденция в стиле средневекового замка.